# Eubranchipus claviger
Eubranchipus claviger är en kräftdjursart som först beskrevs av Fischer 1851.  Eubranchipus claviger ingår i släktet Eubranchipus och familjen Chirocephalidae. Inga underarter finns listade i Catalogue of Life.